# 김희진 (가수)
김희진은 대한민국의 여자 포크가수이다. 2000년 그룹 '라나 에 로스포'에서 '사랑은'이라는 곡을 발표하며 가수로 데뷔하였다. 2003년 솔로가수로 전향하여 1집 앨범을 발표하였고, 이후에도 많은 음반과 곡을 발표하며 한국의 대표적인 포크가수로서 활동을 계속하고 있다.

## 생애
- 2000년에 그룹 '라나에로스포'에서 '사랑은'이라는 곡을 발표해 가수로 데뷔하게 되었다.
- 2003년 솔로가수로 전향하여 솔로 1집 앨범 '꿈을 꾸는 여인'을 발표하였고 이후에도 많은 음반과 곡을 발표하며 중견 가수로서 활동을 계속하고 있다.
- 2012년과 2022년에 대한민국 연예예술상 여자 포크싱어상을 수상하였으며, 제주도로부터 '제주를 빛낸 예술인'에 선정되었다.
- 2021년 대한가수협회 이사로 선출되었다.

## 수상 및 경력
- 2012년 제19회 대한민국 연예예술상 여자 포크싱어상
- 2012년 제주를 빛낸 예술인으로 선정
- 2021년 대한가수협회 이사(現)
- 2022년 제28회 대한민국 연예예술상 여자 포크싱어상

- 인천 이음카드[1] 홍보 모델
- KBS TV 아침마당[2] 홍보 티벗 로고송

## 주요 공연
- 김희진의 아름다운 콘서트 - 한국 싱어송라이터 협의회
- 한국포크 30주년 기념 콘서트 - 세종문화회관
- 포크5인5색 낭만 콘서트 전국투어(김도향,유익종,추가열,남궁옥분,김희진)
- 희진, 채환 절친 콘서트 - 서울
- Kim Hee-Jin's Dinner Concert - 서울
- 여름밤의 싱얼롱 콘서트 - 서울
- 한여름밤의 라이브 콘서트 - 용인
- 김희진 봄의 연가 콘서트 - 대구
- 김희진 감성 콘서트 - 대구 아트팩토리
- 제헌 70주년 기념 음악회 '대중음악으로 돌아본 헌정사 70주년' 출연 - 국회의사당
- 김희진 꽃 콘서트 순회 공연 - 서울 부산 대구
- 포크가수 START 릴레이 콘서트 - 광진문화재단
- 김희진 콘서트 봄 바람타고 - 한국문화의집
- 김희진 부산 콘서트 - 가람아트센터
- 최백호 김희진 가을 음악회 - 인천 엘림아트센터
- 티시 이노호사(Tish Hinojosa)[3]와 듀엣 공연 - 서울 KBS홀
- 추억과 낭만이있는 7080 낭만 콘서트 - 대구 웃는얼굴아트센터
- 시가 있는 공감 콘서트 - 왜관 칠곡문화예술회관
- 구미 힐링 콘서트 - 구미문화예술회관
- 최백호 김희진 한낮의 유 콘서트 - 부산 영화의전당_하늘연극장
- 김희진 류정필 추억을 말하다 콘서트 - 김포
- 김희진 류정필 콜라같은 클레식 - 부산
- 소월아트홀에서 떠나는 국내여행 음악회 - 서울
- 비밀의정원_청춘의 노래, 음악여행 콘서트 - 서울 국립정동극장,화성,춘천
- 하우스 콘서트_콜라식 in 군산
- 김희진 아카시아 콘서트 전국순회공연 in 대구
- 2023 따뜻한 동행 송년콘서트 - 홍주문화회관 대공연장
- 대한가수협회 찾아가는 전국민 희망콘서트 - 대구, 여수, 보령
- 박인희 백영규 강은철 김희진 공감 콘서트 - 태안군문화예술회관 대공연장
- 7080 통기타 콘서트 - 서울주문화센터
- 7080 추억속 음악여행 - 인천 연수아트홀
- 인천 송도 맥주 축제 포크데이 - 인천 송도
- 김희진 CONCETR - 홍성문화원
- KBS와 함께하는 노을빛 낭만콘서트 - 부여
- 2024 대구 포크페스티벌 - 대구
- 2024 소월아트홀에서 떠나는 국내 여행 콘서트 - 서울

## 방송
- 《KBS TV 콘서트 7080 주 출연자》

- 《KBS TV 가요무대 주 출연자》

- 《KBS 역사 드라마 거상 김만덕 연기 지도》

- 《KBS TV 아침마당 홍보 영상 출연》

- 《KBS 라디오 강원래의 노래선믈 고정 출연》

- 《SBS 러브FM 최백호의 낭만시대 고정 출연》

- 《BBS 불교방송 FM 최고의 하루 고정 출연》

- 《BBS 불교방송 TV 주병선 김희진의 연인 진행자(MC)》

- 《여수 MBC TV 오 마이 싱어 진행자(MC)》

- 《TBN 한밤의 교차로 스폐설 진행자(DJ)》

- 《TBN 김승현의 가요본색 고정출연》

- 《KFN 라디오 김종서의 러빙유 고정출연》

- 《경인방송 라디오 Always 인천 배칠수입니다 고정출연》

- 《BBS 불교방송 라디오 김희진의 음악편지 진행자(MC)》

## 뮤지컬
- 《KBS 국악 관현악단 뮤지컬 심청이》

- 《KBS 국악 관현악단 뮤지컬 삼신할머니와 일곱 아이들》
- 《뮤지컬 여고시절》

- 《뮤지컬 이수일과 심순애》

- 《뮤지컬 애랑과 배비장전》

- 《뮤지컬 기적을 파는 사람들》

## 앨범
| 년도 | 앨범                     | 비고        |
| ---- | ------------------------ | ----------- |
| 2000 | 김희진 2000 라나에로스포 | 한민&김희진 |
| 2003 | 1집 꿈을 꾸는 여인       |             |
| 2007 | 1.5집 당신이 너무 좋아요 |             |
| 2008 | 2집 여덟가지 이야기      |             |
| 2012 | 3집 순수                 |             |
| 2018 | 4집 여정                 |             |
| 2018 | 5집 아카시아             |             |

| 년도 | 앨범                             | 비고        |
| ---- | -------------------------------- | ----------- |
| 2011 | 제주로 가요                      | 특별앨범    |
| 2014 | 마음 가는 중                     |             |
| 2015 | 라나에로스포 마지막 이야기       |             |
| 2015 | 현이와 덕이 오마쥬               | with 박승화 |
| 2015 | 김희진 베스트                    |             |
| 2015 | 아빠와 딸                        | with 송민형 |
| 2016 | 재회1                            | 리메이크    |
| 2017 | 문 좀 열어 주세요                |             |
| 2021 | 한국인이 사랑하는 골든 팝 베스트 | with 류정필 |

| 년도 | 곡명                  | 비고               |
| ---- | --------------------- | ------------------ |
| 2014 | 마중                  | with 추가열        |
| 2015 | 연가                  |                    |
| 2015 | 베스트 연가(Acoustic) | 리메이크 편곡      |
| 2016 | 제주 연가             |                    |
| 2016 | 이대리                |                    |
| 2017 | 바보                  |                    |
| 2017 | 봄바람 타고           | with 양라인        |
| 2017 | 우리 어멍 이야기      | 제주4.3사건 추모곡 |
| 2017 | 너영 나영             | 제주방언가사       |
| 2018 | 편지를 써요(Acoustic) | 리메이크 편곡      |
| 2019 | 연(戀)                | with 유익종        |
| 2021 | 딱 한반만             | 대한가수협회 기획  |
| 2021 | 사랑하며 살아요       | with 류정필        |
| 2022 | 사랑해                | 데뷔 22주년 기념   |
| 2023 | 연가(New)             | 리메이크 편곡      |
| 2023 | 바람소리              |                    |
| 2023 | 서귀포 돌고래         |                    |
| 2023 | 아카시아              |                    |
| 2024 | 첫사랑                | with 추가열        |
| 2024 | 봄바람                | with 양하영        |

## 대표곡
- 영원한 나의사랑,[4] 아카시아,[5]  문 좀 열어주세요, 마중, 마음 가는 중, 바보, 이대리, 연(戀), 봄바람 타고, 당신이 너무 좋아요
- 편지를 써요, 참 좋은 사람, 화사(꽃뱀), 우리 어멍 이야기,연가, 너영 나영, 제주로 가요, 제주연가, 가라, 우리동네
- 사랑은 (라나에로스포, 데뷔곡), 사랑해, 꽃반지 끼고 (라나에로스포)

### 2023년 발표곡
- 바람소리 (김신우 작사 작곡)[6]
- 서귀포 돌고래 (유용기 작사 최성원 작곡)[7]
- 아카시아 (김신우 작사 작곡)[8]

### 2024년 신곡
- 첫사랑 (강원석 작사 추가열 작곡)[9]
- 봄바람 (김희진 작사 작곡)[10]

## 관련 활동
- '제주를 빛낸 예술인'의 제주 문화 역사 부문에 선정되었다.
- 세계 7대 자연경관 기념 음반 '제주로 가요'를 발표하였다.
- 제주 4.3 사건 추모곡 '우리 어멍 이야기'[11]를 발표하였다.
- 인천 이음카드(인천광역시 지역화폐) 홍보 모델로 출연하였다.
- 성악가 류정필과 컬래버레이션 앨범을 발표하고 공연과 음반 공동 활동을 하고 있다.
- 대한가수협회 7대 선출직 이사에 당선되었다.

## 테너류정필과 공동 활동
테너 류정필과 2020년 12월 25일 듀엣을 구성하여, 2021년 5월 26일 "한국인이 사랑하는 골든 팝 베스트" 앨범을 발매하였다.
2021년 7월 16일 테너 류정필과의 듀엣곡 "사랑하며 살아요"와 류정필의 솔로곡 "당신에게"란 음원을 발표하였다. 두곡 모두 김희진이 작사 작곡한 곡이다.
두 사람은 2021년 5월 8일 김포에서 "추억을 말하다"란 주제로 올드팝 콘서트를 하였으며, 6월 3일에는 부산에서 "콜라같은 클래식"이란 주제로 올드팝과 가곡 콘서트를 하였다.
김희진과 류정필은 음반, 공연, 방송 출연 등 공동 활동을 꾸준히 계속하고 있으며, 가요와 가곡등의  듀엣 음반 발매와, 듀엣 공연 등을 계속 할 계획이다.

### 음반
- 2021년 한국인이 사랑하는 골든 팝 베스트
- 2021년 사랑하며 살아요 (디지털 앨범 - 사랑하며살아요, 당신에게 )

### 공연
- 2020년 왕가의 산책 (인천)
- 2021년 추억을 말하다 (김포)
- 2021년 콜라같은 클레식 (부산)
- 2023년 하우스 콘서트 콜라식 in 군산 (군산)

### 방송
- 2021년 5월 12일 KBS 해피FM 임백천의 백뮤직
- 2021년 5월 20일 TBN 낭만이 있는 곳에
- 2021년 7월 2일 TBN 경인 차차차
- 2021년 7월 10일 TBN 한밤의 교차로
- 2021년 7월 28일 TBN 부산 차차차
- 2021년 8월 17일 MBC 충북 즐거운 오후
- 2021년 9월 2일 MBC 여수 신나는 오후
- 2021년 9월 30일 MBC 충북 TV 생활력-활기찬 라이브
- 2021년 11월 14일 MBC 여수 TV 특집 섬마을 버스킹
- 2021년 12월 24일 TBN 전북 크리스마스 특집 차차차
- 2022년 5월 25일 TBN 전북 개국20주년 특집 공개방송